# Montier-en-l'Isle
Montier-en-l'Isle (appelée familièrement Montier ou Mothé) là một xã ở tỉnh Aube, thuộc vùng Grand Est ở phía bắc miền trung nước Pháp.

## Dân số
Évolution du nombre d'habitants.Source: INSEE